# Фриран
Фриран (англ. Free running — буквально свободный бег) — дисциплина, сходная с паркуром, созданная Себастьеном Фуканом. Это способ самовыражения посредством взаимодействия с различными препятствиями и окружающей средой. Фриран может включать сальто и различные вращения. Эти движения обычно заимствованы из других видов спорта, таких как гимнастика, трикинг, капоэйра или брейк-данс. Фрираннеры могут придумывать свои собственные движения, и применять их в разных ландшафтах. Практикующие фриран также обычно занимаются паркуром.

## История фрирана
История фрирана восходит к основанию паркура и на определённом этапе расходится с ним. Себастьян Фукан является одним из основателей паркура, наряду с Давидом Беллем, но в определённый момент их пути разошлись в связи с разницей во взглядах на суть паркура. Фукан сформировал своё видение паркура, которое назвал фрираном. Если смысл паркура заключается в рациональном перемещении из точки A в точку B за максимально короткое время, то суть фрирана состоит в эстетически приятном для фриранера передвижении, пусть даже в ущерб эффективности. 

## Терминология
Сам термин «freerun» (свободный бег) появился во время съемок документального фильма о паркуре «Jump London» (2003), как альтернатива не сильно распространенному на тот момент паркуру.

## Принципы фрирана
Фриран базируется на определённых принципах:
- поиск собственного пути развития
- направленность на свой внутренний мир
- свободное перемещение
- использование воображения
- Быть источником вдохновения
- Быть позитивным и искать позитив в среде, в которой вы практикуете
- Уважать своих товарищей по команде

## Отличие от паркура
В интервью данном на канале СТС в программе «Истории в деталях», Фукан так определил данное различие:

Паркур — это две точки — A и B, то есть перемещение осуществляется из точки A в точку B и всё. Во фриране нет точки A и точки B — это пространство без границ. Ты можешь двигаться без остановки и тебя ничего не ограничивает. 
Фриран направлен больше на работу над эстетичностью движений, на преодоление препятствий «красиво», что повышает зрелищность и привлекает к себе внимание. В то время как паркур был изначально лишь функциональным средством для преодоления преград на пути к поставленной цели.
Фриран стремится к зрелищности, паркур — к практичности.
Паркур работал над эффективностью движений, а фриран - над их эстетичностью и эффектностью.
Из этого так же возникло и еще одно отличие. Фукан, как основатель фрирана, считает возможным и даже полезным коммерческое использование паркура с целью получения прибыли, в то время как Давид Белль, в частности, всегда считал, что паркур никогда не должен подвергаться коммерционализации.

## Чемпионат по фрирану и акростриту
Чемпионаты по фрирану организуются командой UFF (Великобритания) и Barclaycard, а также образовавшейся недавно организацией WFPF (World Freerun & Parkour Federation).
Данные мероприятия относятся в большей степени к такому понятию как акрострит, так как действия, исполняемые участниками этих соревнований подпадают именно под эту категорию, а сам факт возможности соревнования отрицается принципами фрирана.

## Акробатика
Так как Фриран — уличный вид спорта без границ (нет точек А и Б как в Паркуре), то в нём встречаются и элементы акробатики (или паркур). Это характерно видно в видеороликах Фукана и команды 3run. Основные акробатические трюки во Фриране:
- Сальто вперёд
- Сальто назад
- Боковое сальто
- Сальто от стены
- Wall Spin (разворот на стене, опираясь на неё руками)
- Кики (от английского kick — удар, то есть различные замахи ногами в воздухе, такие как Axe Kick, B-Kick, и идущий из него B-Twist (винт параллельно полу)).
- Твисты (от английского twist — вращаться, то есть различные винты как в сальто, так и самостоятельные).
- Комбо (связки трюков, например: рондат — фляк — сальто назад и т. д.)